# Берк, Огюстен
Огюстен Берк (Augustin Berque; род. 6 сентября 1942, Рабат, Марокко) — французский географ, востоковед-японовед и философ. Доктор, эмерит-профессор парижской Высшей школы социальных наук (EHESS), член Европейской академии (1990).

## Биография
Сын Jacques Berque. Изучал географию, китайский и японский языки в Парижском университете (1959—1963), парижской Школе восточных языков (1960—1963, 1965—1967; окончил её с дипломом по китайскому языку), оксфордском Wadham College, Oxford (1963—1964). В 1964—1965 гг. проходил военную службу. В 1969 году получил докторскую степень по географии в Парижском университете, хабилитировался в 1977 году в Университете Париж IV Сорбонна. С 1979 года профессор EHESS, ныне в отставке (эмерит). Начиная с 1969 года множество раз посещал Японию, проведя суммарно там более 12 лет.
Разработчик Mésologie.
Перевёл на французский язык книгу Тэцуро Вацудзи «Фудо».

## Награды и отличия
- Премия Французского географического общества (1991) — за книгу «Médiance»
- Премия Японского общества культурного дизайна (1995)
- Yamagata Banto Prize (1997)
- Серебряная медаль Национального центра научных исследований (2000)
- Премия по культуре Японского общества архитекторов (2006)
- Азиатская премия культуры Фукуока в категории Grand Prize (2009)
- Japan Foundation Award[англ.] (2011)
- NIHU Prize (2012)
- Введен в Земной зал славы Киото (2017)
- International Cosmos Prize (2018)[4]

Кавалер ордена «За заслуги» (1991), награждён также японским орденом Восходящего солнца 3 степени (2015).